# Lawitz
Lawitz es un municipio situado en el distrito de Oder-Spree, en el estado federado de Brandeburgo (Alemania), a una altitud de 40 metros. Su población a finales de 2016 era de 600 habs. y su densidad poblacional, 100 hab/km².